# ハチナビ スーパーニュース
『ハチナビ スーパーニュース』は、2009年3月30日から2010年3月26日までにテレビ西日本より1年間、平日に生放送されていた福岡県向けの夕方ワイド番組。ハイビジョン制作。『FNNスーパーニュース』のタイトルと18時台のローカルパートを差し替えて放送していた。

## 番組概要
- この番組以前に同局で放送されていた『TNCスーパーニュース FNN（第1期）』を全面リニューアルした番組であった。土曜日と日曜日の放送は無く、代わりに『TNCスーパーニュース』週末版の『TNCスーパーニュースWEEKEND』が放送されていた。

- 番組タイトルにある「ハチ」とは、TNCの地上デジタル放送の8チャンネル（リモコンキーID）とTNCのキャラクターである「てれビー」が蜂をモチーフにしてあること、創業の地が北九州市の八幡であることが由来になっていると、放送開始前の番組宣伝で語られている。

- 番組は1年で同タイトルでの放送を終了し、『ハチナビプラス TNCスーパーニュースFNN』へとリニューアルした。

### 特徴
- テレビ西日本が加盟しているFNNには、他のニュースネットワークとは違って佐賀県にサガテレビがある。そのため、本番組は佐賀県のニュースも伝えている他の在福局のニュース番組とは違い、佐賀県内のニュース素材を挙げることはほとんど無かった。

- しかし、逆に山口県にFNN系列局が無いことから、TNCの取材区域に山口県が含まれている（基本的に西部や北部を取材区域とし、県東部は主にテレビ新広島および県北東部は山陰中央テレビがそれぞれ取材する）。そのために山口県のニュースを伝えることが多く、大事件発生などの重大ニュースは、場合によってはトップニュースになることもある。

- 17時台は一部ニュースのみフジテレビからのネット、残りは自社出しとした。
  - その日の大きなニュースを大型ボード上で図解しながら解説。
  - 天神からの中継
  - その他ゲスト出演時は特別企画

- 18時台は『TNCスーパーニュース FNN』の内容をそのまま引き継いだ。
  - 19時から福岡ソフトバンクホークス戦の中継がある際は、18:35頃から番組内で中継する。

- タイトルロゴはオリジナルのものと、「スーパーニュース」の標準ロゴの上部に「ハチナビ」の文字を入れたものの2種類を利用していた。

## 放送時間
いずれもJST。
- 月曜日 - 金曜日 16:50 - 18:55
  - 第1部 16:50 - 17:54 （情報パート）
  - 第2部 17:54 - 18:55 （ニュースパート、ここは全国のニュースを含む）

### 期間限定コンテンツ
ピチ高野球部
アニメーション作家・べんぴねこ制作のショートアニメ。TNCが幹事社となり、2010年2月1日から期間限定で第1部終わりのFNN全国ニュース入り前に九州・沖縄各県のFNN系列局で放送。なお、べんぴねこの所属会社の社長・椎木隆太は、これがきっかけかどうかは知らないが、2010年3月に福岡県から「海外戦略顧問」に任じられた。

## 歴代出演者

### メインキャスター
1部・2部を通してスタジオ出演。
- 田久保尚英（TNCアナウンサー）
- 高山梨香（当時:TNCアナウンサー） - 番組開始から2009年7月3日放送のテレビ西日本退社時まで務めていた。
- 牧尾結衣（当時:TNCアナウンサー）

### 中継担当
- 本山順子（フリーアナウンサー、元:TNC報道部契約キャスター）
- 松田恵理（フリーアナウンサー） - 水曜日に出演した、福岡ソフトバンクホークス選手・松田宣浩夫人。
- イ・テガン - 木曜日と金曜日に出演。

### 福岡県防犯ニュース担当
田久保、牧尾以外のTNCアナウンサーが日替わりで担当、主な担当は以下の通り。
- 江坂透（当時:TNCアナウンサー） - 同コーナー担当以前には中継を担当。
- 坂梨公俊（TNCアナウンサー）
- 新垣泉子（TNCアナウンサー）

### 第1部コーナー担当
- 正福里奈（コンビニ8。元:TNC報道部契約キャスター）
- 幾田淳子（おっ!?テレめし。フードコーディネーター）
- 矢野ペペ（パラシュート部隊） - 元:水曜日中継担当、現在は「おっ!?テレめし」担当。
- 吉谷あゆ（当時:TNC報道部契約キャスター）
- 桑原麻衣（当時:TNC報道部契約キャスター）

### 第1部コメンテーター
日替わりである。
- 倉田真由美（漫画家） - かつては裏番組の『めんたいワイド』（福岡放送）に出演していた、妊娠を機に降板。
- 椎葉ユウ
- 池田親興（TNC野球解説者）
- 布部陽功（アビスパ福岡コーチ兼アンバサダー）
- 南谷智子（弁護士）
- 牧野忠（弁護士、元福岡高等検察庁公安部長）

### 気象予報士
いずれも日本気象協会九州支社所属。
- 君島由希子 - 月曜日に出演、番組開始から2009年12月28日いっぱいで妊娠・出産のため降板。
- 木地智美 - 2010年1月4日から月曜日に出演。
- 手嶋準一 - 火曜日から金曜日に出演。